# Vrykolakas
Les vrykolakas (en grec moderne : βρικόλακας ou βρυκόλακας prononcé  [vri'kolakas] ; en aroumain : vurculatsili ; en roumain : vârcolaci ; en serbe : vukodlak ; en bulgare et macédonien : Върколак, vǎrkolak ; en lituanien : vilkolakis, en russe et ukrainien : вурдалак ou врыколак : vourdalak ou vrykolak), parfois transcrit broucolaque en français, sont, dans les Balkans et les pays slaves, des revenants corporels, l'équivalent local des zombies. Ils sont différents des vampires, apparus plus tard, car les vrykolakas ne vident pas les vivants de leur sang et ne les transforment pas en spectres, mais les méthodes pour s'en débarrasser sont pratiquement les mêmes que pour les vampires.

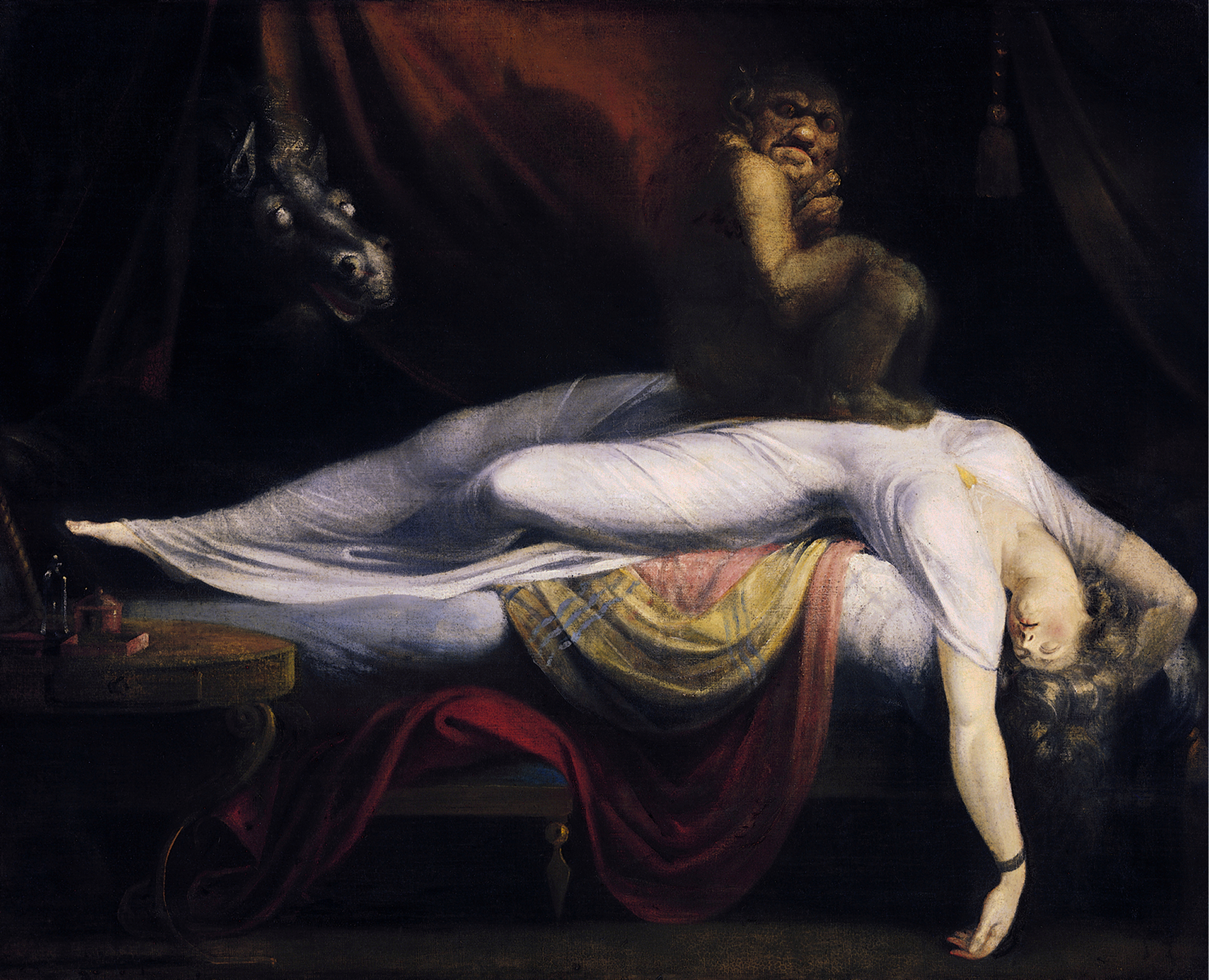
Le tableau de Johann Füssli « Le cauchemar » illustre bien la crainte des vrykolakas

## Étymologie
Le terme vrykolakas est dérivé du proto-slave vьlkolakъ (vylkolak), mot composé dérivé de вълк (vǎlk) / вук (vuk), ce qui signifie « loup », et dlaka, ce qui signifie « (brin de) cheveux » (c'est-à-dire ayant les cheveux ou la fourrure d'un loup), et signifiait à l'origine « loup-garou » (il a toujours ce sens dans les langues slaves modernes).
Joseph Pitton de Tournefort décrit un revenant comme un loup-garou ou un bogey, qui signifie fantôme, esprit, lutin, etc. Cependant, le même mot (sous la forme vukodlak) est venu à être utilisé dans le sens de « vampire » dans le folklore de l'Ouest de la Serbie, la Bosnie-Herzégovine, et le Monténégro (alors que le terme « vampir » est plus commun dans l'Est de la Serbie, la Macédoine et la Bulgarie). Apparemment, les deux concepts sont devenus mixtes. En Bulgarie, le folklore d'origine décrit généralement le vǎrkolak comme une sous-espèce de vampire sans toutes les fonctionnalités de loup. En sanskrit le loup se dit vṛka (prononcé vrîka) : il se pourrait donc que les vrykolakas soient issus d'un substrat mythologique antérieur à la divergence des langues indo-européennes.

## Caractéristiques
À partir du Moyen Âge, les Byzantins pensaient que les morts pouvaient revenir sous la forme d'un vrykolakas en raison d'un sacrilège, d'une excommunication, d'une inhumation en terre non consacrée ou parce qu'ils avaient mangé de la viande d'un animal blessé par un loup ou un lycanthrope.
Les vrykolakas ont les mêmes caractéristiques distinctives que les vampires dans le folklore des Balkans. Ils ne se décomposent pas, mais gonflent, ont un teint vermeil, et sont, selon un conte, « frais et gorgés de sang neuf ». Selon certains vieux contes venant de la région de l'actuelle Serbie, on pouvait reconnaître ces créatures à leurs cheveux roux ou à leurs yeux gris. Entre autres choses, la créature est censée frapper aux portes des maisons et appeler les habitants par leur nom, si elle ne reçoit aucune réponse la première fois elle s'en ira sans causer aucun dommage ; cependant, si par malheur quelqu'un répond, il ou elle va mourir quelques jours plus tard pour devenir un vrykolakas. Pour cette raison, il y a une superstition présente dans certains villages grecs qu'il ne faut pas répondre à une porte jusqu'au second coup. Les légendes disent aussi que les vrykolakas écrasent ou étouffent leur victime dans son sommeil en s'asseyant sur elle, un peu comme un incube (cf. Paralysie du sommeil) ou comme le font les vampires du folklore bulgare.
Le vrykolakas deviendrait aussi de plus en plus puissant si on ne l'arrête pas, il faut donc détruire le corps. Selon certaines sources, cela ne peut avoir lieu que le samedi, le seul jour où le vrykolakas repose dans sa tombe (le même que la légende de vampire bulgare). Cela peut se faire de différentes manières, la plus courante étant l'exorcisme, l'empalement, la décapitation, ou le découpage en morceaux, et en particulier la crémation du cadavre présumé, de sorte qu'il peut être libéré de la mort vivante et de ses victimes peut être sûr.
Le vrykolakas ou vârcolac serait très proche du cauque-mar français du XVIIIe siècle, qui a donné le mot cauchemar. Il s'agit de traditions anté-chrétiennes liées au culte des ancêtres et à la crainte des revenants et des morts-vivants, qui ont perduré sous forme de superstitions jusqu'à nos jours. Les éclipses de lune sont censées être l'œuvre des vrykolakas dont le souffle mortel, fait de péchés non expiés, se manifesterait ainsi.